# Beleka
Beleka is een bestuurslaag in het regentschap Centraal-Lombok van de provincie West-Nusa Tenggara, Indonesië. Beleka telt 7544 inwoners (volkstelling 2010).